# Majid Kavousifar
Majid Kavousifar (em persa: مجید کاووسی‌فر) foi um iraniano que, juntamente com seu sobrinho Hossein Kavousifar, foi condenado pelo assassinato do juiz Masoud Ahmadi Moghaddasi. Majid e Hossein Kavousifar foram executados publicamente por enforcamento em Teerã em agosto de 2007.

## Assassinato de Masoud Ahmadi Moghaddasi
Masoud Ahmadi Moghaddasi foi um dos vários juízes do Tribunal Revolucionário Islâmico do Irã que, em conjunto, condenou mais de 2.800 a 3.800 prisioneiros políticos à execução durante as execuções de prisioneiros políticos iranianos em 1988. Acredita-se que as execuções em massa tenham sido um expurgo político, com a Operação Mersad precedendo as execuções. O juiz Moghaddasi também presidiu os julgamentos de dissidentes políticos iranianos, como Akbar Ganji.
Quando o juiz Moghaddasi estava saindo de um prédio do tribunal em Teerã, em 2 de agosto de 2005, um agressor em uma motocicleta atirou duas vezes no juiz com uma pistola, matando-o. Esse agressor foi posteriormente identificado como Majid Kavousifar.

## Fuga do Irã e prisão
Após assassinar o juiz Moghaddasi, Majid Kavousifar fugiu do Irã para os Emirados Árabes Unidos e foi à embaixada dos Estados Unidos para solicitar status de refugiado. Em vez disso, a embaixada o entregou à polícia dos Emirados e os EAU extraditaram Kavousifar para o Irã em 2006.

## Julgamento
Após sua prisão, o Ministério da Inteligência do Irã interrogou os Kavousifars e determinou que a dupla assassinou o juiz Moghaddasi por motivações pessoais, e não por razões políticas. Majid confessou o assassinato do juiz Moghaddasi após três horas de interrogatório.
Majid e Hossein Kavousifar foram julgados pela Seção 15 do Tribunal Revolucionário em Teerã. Majid testemunhou no tribunal que matou o juiz Moghaddasi, alegando que seu motivo foi porque o juiz o havia condenado erroneamente por posse de álcool (que é um crime segundo a versão da lei islâmica do Irã) em uma ocasião anterior. Durante o julgamento anterior, o juiz Moghaddasi condenou Majid a ser chicoteado, mas posteriormente reduziu sua pena a uma multa em dinheiro. Devido a essa experiência, Majid concluiu que o juiz Moghaddasi era um juiz corrupto e injusto e retaliou matando-o.
Em 14 de março de 2007, o Tribunal Revolucionário considerou Majid e Hossein Kavousifar culpados de espalhar a corrupção da terra, dos assassinatos do juiz Moghaddasi e dos outros dois indivíduos, de assalto à mão armada, posse ilegal de armas de fogo e outros crimes, e os condenou à pena de morte. Além disso, o tribunal condenou Majid a 74 chicotadas e a uma multa de um milhão de tomans por uso ilegal de drogas.

## Execução

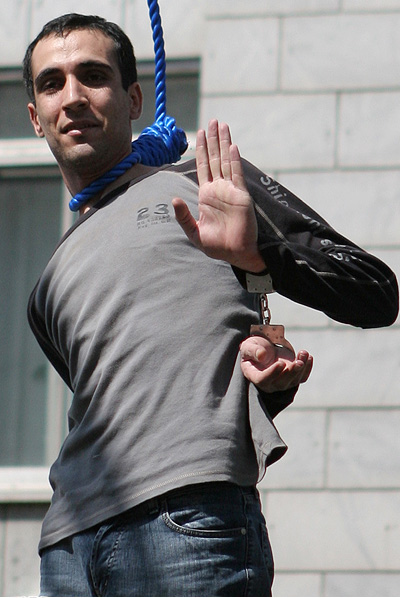
Majid Kavousifar acenando para a multidão

Majid e Hossein foram enforcados em público em 2 de agosto de 2007, em frente ao Complexo Judiciário de Ershad, no centro de Teerã. Na época, os enforcamentos dos Kavousifars foram as primeiras execuções públicas realizadas em Teerã em cinco anos. Majid e Hossein foram enforcados por cordas presas a guindastes de cinco metros de comprimento; no entanto, ambos os homens foram colocados em banquinhos, que foram retirados de seus pés no momento da execução. Majid parecia ter morrido instantaneamente, enquanto Hossein se debateu por alguns instantes antes de ficar mole. Depois de alguns minutos, seus corpos foram removidos e colocados em uma ambulância.
Hossein Kavousifar parecia visivelmente angustiado enquanto aguardava sua execução, mas seu tio (Majid) gesticulou para ele e sorriu em uma tentativa de tranquilizá-lo. Majid Kavousifar não demonstrou nenhum remorso aos policiais iranianos em suas últimas palavras, dizendo-lhes: “Cheguei a um ponto em que decidi erradicar qualquer injustiça.” Majid foi descrito em um relatório “como acenando com uma mão de suas algemas para seu co-conspirador nas multidões que assistiam” e fazendo “um show de estufar o peito, sorrindo para as multidões e até mesmo conversando com o carrasco corpulento de roupas pretas, em uma aparente verificação final do procedimento de execução”.

## Popularidade na Internet
As fotos da execução de Majid Kavousifar se tornaram virais no final da década de 2010 com histórias fictícias como “um cristão foi executado em um país muçulmano” ou “um hacker argelino que foi executado por roubar dinheiro de bancos israelenses”.